# Acereros de Monclova LNC
Para el equipo que participa en la Liga Mexicana de Béisbol, véase Acereros de Monclova.
Los Acereros de Monclova LNC es un equipo de béisbol que compite en la Liga del Norte de Coahuila con sede en Monclova, Coahuila, México.

## Historia
Los Acereros de Monclova LNC es un equipo filial de los Acereros de Monclova que compiten en la Liga Mexicana de Béisbol. Está formado por jóvenes prospectos de la Academia Gerardo Benavides Luna. Hicieron su debut en la temporada 2019 donde consiguieron el título al vencer a los Bravos de Sabinas en 5 juegos.

## Jugadores

### Roster actual
Por definir.